# 赤山村
赤山村（臺灣客家語南四縣腔：cagˋ sanˊ cunˊ）位於臺灣屏東縣萬巒鄉東邊，北與萬金村接壤。居民以平埔原住民馬卡道族為主。潘姓為赤山第一大姓，該姓佔了全村六成的人口數。今仍有馬卡道族祭典。
赤山在馬卡道族的文化上占有重要地位，恆春半島的馬卡道族居民分布多是由萬金赤山遷移過去的，當地平埔原住民文化深受赤山村影響。

## 歷史
赤山，古稱茄籐或粟山，前者係因赤山的平埔族先民多屬於鳳山八社茄籐社系統，約在乾隆年間:737經由社尾（位於屏東縣崁頂鄉園寮村）做再次遷徙來到此地，後人感念原鄉，遂有此名:735；後者則是相傳赤山盛產米穀，堆滿倉埕，若一座「粟山」，而粟、赤臺灣閩南語音近，後改作赤山:732；或說此地一部分先民來自於鯉魚山赤山巖（位於萬丹鄉後庄村），而有此名。
在茄籐社先民移入此地之時，曾與排灣族Kabiyagan社（佳平）、Amawan社（舊萬安）等社有過衝突:733。乾隆後期屯番制施行時，赤山萬金為「放索大屯」之地點，常置兵丁員數多達四百名，接受除茄籐社以外之放索社、力力社、下淡水、上淡水社等社民移墾:84。同時期頒布的守隘政策，赤山屬萬巾庄隘:612。基於這些因素，赤山一直是屏東平原上最大的馬卡道族部落之一。道光二十年（1840），一部分村民再往南遷徙成新開庄:79，也有些更往南直到恆春半島。赤山也是馬卡道族移往東部的重要根據地之一，西元1850年代開始，不堪人口壓力的平埔族，請排灣族人作為嚮導，越過後山在東部落腳，成為今日東部馬卡道族的先民。
清代時期，赤山都處於番界線以東之地帶:612。同治十三年（1874），在清廷「開山撫番」的政策之下，決定開鑿南、中、北三條越嶺山路到達後山，其中「赤山-卑南」道是全臺灣撫番道路最早開通的一條，但在光緒年間受原住民的反抗而無法通行:613。盧德嘉《鳳山縣採訪冊》（1894）的記載也表明，在光緒年間，此處還設有番社義學。
行政上赤山本與萬金一體，日治時期同稱赤山庄，先屬阿猴廳港東上里、再隸於高雄州屏東郡萬巒庄，共有千餘位的平埔原住民族居住:75。戰後獨立出萬巒鄉赤山村。

## 文化
赤山服飾、風俗、堂號均深受附近漢族客家人的影響:105，村莊內多數姓潘，少數姓王:105。天主教在十九世紀中葉傳入赤山，今日約有三分之一人口為天主教友。村內的平埔原住民族群今分類為馬卡道族，屬放索社群。

### 傳統祭儀
日治時期以前，赤山與鄰近的部落如萬金、餉潭、糞箕湖等地正月十五會一起舉辦馬卡道族趒戲（Ma-olau）的活動。根據戴炎輝《赤山地方的平埔族》所載，此傳統節慶約莫在西元1920年代漸漸消失，該史料也指出，傳統上在五月節，馬卡道族青年也會舉行俗稱「走鏢」的賽跑活動。
赤山的平埔族每年以農曆初三為期，會回到原居地社尾進行祭祖活動，當地有一祖廟，族人會回到此進行跳舞、吟唱及祭祀活動:732，同時鄰近的平埔族部落也會參加:168。今日此祭祀活動尚存，不過已改作與老埤等部落進行跳戲時相同的農曆十月十五日:169。
隨著社會文化的變遷，馬卡道族傳統的阿姆姆（或稱老祖）信仰已經式微，今日赤山非天主教友的族人以奉祀媽祖的慈濟宮為信仰中心，而趒戲的祭儀過程已經與漢文化祭祀活動融合，體現在年尾戲裡面:103。

### 潘仙英傳說
據說赤山在清朝道光、咸豐年間曾有一名漢人武將潘仙英，為臺灣南路番屯千總，官至五品，掌管放索大屯、塔樓小屯及新港小屯:108。因對地方貢獻良多，尤其抵禦了東方排灣族的侵擾:108，赤山的馬卡道族人紛紛以潘為姓:108。潘仙英死後葬於赤山，墓今已不存，仍有後裔住在赤山村內。

### 梅魁
「梅魁」為高屏地區的特有文化，赤山地區的梅魁古厝仍存有兩間（原有七間，佔總數的五分之一），潘謙銘推論來源可能為因潘仙英的影響，該家戶為官員所封；或者是女兒嫁予當地的駐兵官員而來:107。近年來的研究表明，梅魁象徵多子多孫、源遠流長的含意，並且與大戶人家的贅婚、養子、嫁妝等因素有關:190。而平埔原住民部落的梅魁古厝的數量較多，則顯示了馬卡道族從母系文化過渡到漢人父系社會，產生了較多的贅婚、養子等社會現象。

## 另見
- 馬卡道族
- 萬金村
- 潘石玲